# Liste der Bischöfe von Chelmsford
Die Liste der Bischöfe von Chelmsford stellt die bischöflichen Titelträger der Church of England, der Diözese von Chelmsford, in der Province of Canterbury dar. Der Titel wurde nach der Stadt Chelmsford benannt.
| Liste der Bischöfe von Chelmsford | Liste der Bischöfe von Chelmsford | Liste der Bischöfe von Chelmsford | Liste der Bischöfe von Chelmsford                                      |
| Von                               | Bis                               | Name                              | Anmerkungen                                                            |
| --------------------------------- | --------------------------------- | --------------------------------- | ---------------------------------------------------------------------- |
| 1914                              | 1923                              | John Watts Ditchfield             |                                                                        |
| 1923                              | 1929                              | Guy Warman                        | vorher Bischof von Truro und danach Bischof von Manchester             |
| 1929                              | 1950                              | Henry Wilson                      |                                                                        |
| 1951                              | 1961                              | Falkner Allison                   | danach Bischof von Winchester                                          |
| 1962                              | 1971                              | John Tiarks                       |                                                                        |
| 1971                              | 1985                              | John Albert Trillo                | vorher Bischof von Bedford und Bischof von Hertford                    |
| 1986                              | 1996                              | John Waine                        | vorher Bischof von Stafford und Bischof von St Edmundsbury und Ipswich |
| 1996                              | 2003                              | John Perry                        | vorher Bischof von Southampton                                         |
| 2003                              | 2009                              | John Gladwin                      | vorher Bischof von Guildford                                           |
| 2010                              | 2020                              | Stephen Cottrell                  | vorher Bischof von Reading, anschließend Erzbischof von York           |
| 2021                              |                                   | Guli Francis-Dehqani              | vorher Bischof von Loughborough (Suffragan im Bistum Leicester)        |